# Камауливахине
Камауливахине (хавајски Kamauliwahine; wahine = „жена/супруга”) била је краљица или поглаварка хавајског острва Молокаија (древни Хаваји). Била је из династије краља Камауауе, за којег се верује да потиче од принца Нанаулуа са Тахитија. Њено име било је Камаули, а wahine означава да се ради о жени.

## Биографија
Камаули је рођена на Молокаију, највероватније у 10. веку.
Њени родитељи су били краљица Капау и њен муж, поглавица Ланилео. Капау је била ћерка краља Кеолоеве и поглаварке Нуакеје са Оахуа. Преко Нуакеје, Камаули је била потомак славног тахитског чаробњака Мавекеа те рођака поглавице Елепуукахонуе и поглаварке Муалани са Оахуа.
Након смрти Капау, Камаули ју је наследила на трону Молокаија.
Камаулин је муж био поглавица Ланиаику. Њихово једино знано дете је била краљица Молокаија Хуалани, од које потичу владари острва Хаваји. Хуалани је била супруга поглавице Канипахуа од Хаваја.

## Погледајте такође
- Кумалае, потомак Камауливахине